# God of War: Ascension
God of War: Ascension è un videogioco per PlayStation 3, sviluppato da SCE Santa Monica Studio e pubblicato da Sony Computer Entertainment. L'uscita negli Stati Uniti è avvenuta il 12 marzo 2013, mentre in Europa il giorno seguente. È il quarto capitolo della serie principale di God of War nonché l'unico a sfruttare il multiplayer online.
Basato sulla mitologia greca, God of War: Ascension si concentra principalmente sul protagonista Kratos divenuto da poco il "Fantasma di Sparta". Il gioco è cronologicamente il primo della serie, facente parte di una saga con la vendetta come elemento cardine.
Sebbene non sia il primo videogioco della serie, è di fatto cronologicamente il primo capitolo della prima saga chiamata "Prima Era" ambientata nella mitologia greca.

## Trama
Il guerriero spartano Kratos, a causa del tradimento del suo patto di sangue con il dio della guerra Ares (che si rifiuta di servire ancora dopo che questi gli ha fatto uccidere sua moglie e sua figlia con l'inganno), è prigioniero delle Furie, creature immortali custodi dell'onore e persecutrici dei traditori nate prima degli Dei e dei Titani al termine della terribile lotta tra le divinità primordiali che plasmò il cosmo: una di queste, Megera, lo raggiunge e lo libera accidentalmente nel tentativo di colpirlo. Kratos inizia l'inseguimento di Megera, che gli scatena contro le mani del cadavere del centimane Briareo infettate da parassiti ma viene ben presto sconfitta.
Parte quindi un flashback che mostra come Kratos, tre settimane prima, mentre era tormentato da delle allucinazioni sulla sua famiglia, venne raggiunto da un'ombra che gli rivelò che le Furie lo stavano cercando e che l'unico modo per combattere tali visioni era recarsi a Delfi per consultare l'Oracolo Aletheia. Kratos partì e, dopo aver attraversato il villaggio di Cirra a corto d'acqua per via del crollo dell'acquedotto, riuscì ad entrare nel tempio dopo averne azionato il meccanismo e aver sbaragliato svariati mostri, tra cui una Chimera e una Manticora. Raggiunto il tempio Kratos inalò degli strani gas che gli fecero apparire il tempio vecchio e a pezzi: qui venne costretto a scontrarsi con Castore e Polluce, guardiani dell'Oracolo, che dopo un intenso scontro decidono di far precipitare l'Oracolo da un precipizio per impedire allo spartano di raggiungerla prima di essere a loro volta scaraventati giù e uccisi. Raggiunto l'Oracolo morente dopo aver raccolto dal cadavere dei due guardiani l'Amuleto di Uroboro, quest'ultima rivela a Kratos che l'ombra è la Furia Orkos e che il modo per ottenere la libertà dalle illusioni è trovare la Lanterna di Delo. Kratos raggiunge quindi il porto e si imbarca verso la città.
La narrazione si sposta di nuovo nel presente, con Kratos che prende l'Amuleto di Uroboro dal cadavere di Megera; lo spartano viene tormentato dalle allucinazioni create dalla seconda Furia, Tisifone, che gli scatena contro una creatura alata da lei creata a cui Kratos strappa una strana pietra facendola fuggire.
Riparte il flashback: sulla nave Kratos incontra Orkos, che gli rivela di essere figlio di Ares e della Regina delle Furie Aletto e che il padre pensava di aver creato con lui il guerriero perfetto con cui avrebbe rovesciato Zeus, ma Orkos lo deluse e da allora aiutò le madri a far rispettare i giuramenti; il patto ingiusto che attanaglia Kratos, tuttavia, gli ha fatto capire la crudeltà delle madri e quindi ha deciso di aiutarlo: lo spartano ha infatti compiuto tre prove di sangue per Ares (ha versato il sangue dei nemici, degli innocenti e della sua famiglia) e ora lo vuole usare per sconfiggere Zeus. Raggiunta Delo, un gruppo di isolette con un'enorme statua di Apollo a pezzi, Kratos inizia un percorso per raggiungere la lanterna ma viene più volte ostacolato da un mostro marino; viene quindi raggiunto dalle Furie Megera e Tisifone, che lo affrontano in un paesaggio a metà tra realtà e illusione. Durante lo scontro il mostro marino affonda la Lanterna di Delo e quando sembra che Kratos abbia la meglio sulle Furie viene immobilizzato da Aletto; poco dopo viene salvato da Orkos, che gli permette di fuggire e gli affida la sua Pietra del Giuramento, che permetterà a Kratos di sdoppiarsi temporaneamente. Kratos riesce quindi a ricostruire la mano di Apollo che sorregge la Lanterna e a farla riemergere dagli abissi; entrato nella Lanterna ottiene gli Occhi della Verità, che gli permettono di smascherare le illusioni delle Furie: Orkos gli rivela che gli Occhi appartenevano all'Oracolo e che le erano stati strappati dalle Furie per impedirle di riferire a Zeus il complotto ai suoi danni. Kratos viene raggiunto dalle Furie, che lo catturano e lo portano nella loro prigione: Aletto gli ruba gli Occhi della verità, Tisifone la Pietra del Giuramento di Orkos e Megera l'Amuleto di Uruboro.
Si ritorna quindi al presente, con Kratos che rientra in possesso della Pietra del Giuramento; lo spartano è però vittima di un'illusione di Aletto che finge di essere sua moglie e gli chiede di unirsi a loro per rovesciare Zeus. Kratos riesce a rubarle gli Occhi della Verità e Aletto, decisa a ucciderlo,  assume le sembianze di un mostro marino simile a un calamaro gigante e lo attacca con l'aiuto di Tisifone. Dopo un lungo scontro, Kratos uccide le Furie e ottiene la libertà, ma Orkos lo informa di essere diventato testimone del patto tra lui ed Ares e che quindi l'unico modo per liberare entrambi dai loro tormenti è quello di ucciderlo. Kratos uccide a malincuore l'amico e da allora diventa davvero libero, ma con un immenso desiderio di vendetta nei confronti di Ares.

## Modalità di gioco

### Giocatore singolo
Il single-player sfrutta un sistema di combattimento gestionale e di gestione delle armi modernizzato, mini giochi ed enigmi, senza indicatori su schermo. Sony ha dichiarato che il gioco offrirà "personaggi fluidi e realistici, effetti di luce dinamici e scenari in continua evoluzione", nonostante la storia sia "un pochino più corta rispetto ai titoli precedenti".
All'E3 2012, una demo del single-player ha mostrato alcuni dei nuovi meccanismi di gameplay e del sistema di combattimento. Santa Monica ha migliorato il sistema di combattimento, in modo tale che sia più immersivo e potente, con un nuovo sistema di catene che permette al giocatore di avventarsi sui nemici. Il nuovo sistema di equipaggiamento permette a Kratos anche di rubare le armi nemiche per usarle a suo vantaggio. La demo ha mostrato anche il meccanismo alla base del Life Cycle. Kratos può usare questo potere per controllare lo scorrere del tempo su vari elementi dello scenario, per risolvere enigmi e rallentare i nemici durante le battaglie. Sono stati aggiunti anche diversi nuovi nemici e boss (nuovi tipi di satiri molto più "caprini", Polifemo, Talos, le Furie e Cariddi). Inoltre, durante l'avventura, le lame di Kratos riceveranno nuovi poteri ereditati da Ares, Poseidone, Zeus ed Ade.
Saranno disponibili anche nuovi oggetti:
- l'Amuleto di Uroboro (utile per ricostruire o distruggere altri oggetti già distrutti e per bloccare i nemici durante il combattimento);
- la Pietra del Giuramento di Orkos (crea una copia di se stesso utile nel combattimento e per bloccare leve ed altro);
- gli Occhi della Verità (cancellano le illusioni delle Furie).

## Sviluppo
John Hight, studio director di Santa Monica, avvertì Joystiq che "anche se God of War III concluderà la trilogia, non causerà la fine del franchise" e dichiarò: "Staremo molto attenti su cosa fare dopo". Nell'aprile 2011, la rivista PSM3 scrisse che una fonte che "lavora a stretto contatto con il mondo di God of War" aveva dichiarato che un quarto episodio della serie sarebbe stato pronto intorno al settembre 2012. Un mese dopo, anche PlayStation Official Magazine menzionò God of War IV e dichiarò che avrebbe supportato una componente online. Più tardi, il rivenditore online neozelandese Mighty Ape mise God of War IV in lista come gioco in uscita nel 2012. All'inizio del 2012, il compositore Timothy Williams aggiunse God of War IV al suo curriculum, seguito da David Thornfield, un animatore dello studio di motion capture "House of Moves", che lo aggiunse nel suo LinkedIn. Dopo l'evento Sony per soli rivenditori chiamato Destination PlayStation, il rivenditore canadese Future Shop postò su Twitter che God of War IV era imminente.

## Edizioni limitate
Il 4 giugno 2012, SCE Santa Monica Studio ha annunciato la God of War: Ascension - Collector's Edition. Prenotando il gioco, la confezione include una statua di venti centimetri raffigurante il protagonista, una SteelBox contenente il disco e contenuti esclusivi scaricabili via PlayStation Network. Tali contenuti includono la colonna sonora ufficiale, un tema XMB dinamico per PS3, un PSN avatar pack, doppi punti esperienza per il multiplayer e un DLC pass per scaricare gratuitamente tutti i futuri contenuti aggiuntivi.
I preordini per la Collector's Edition sono cominciati il 4 giugno 2012. I rivenditori partecipanti all'iniziativa hanno offerto anche il "Mythological Heroes Multiplayer DLC Pack" come bonus per la prenotazione del gioco base o della versione per collezionisti. Il Mythological Heroes Multiplayer DLC Pack include le armature di Achille, Perseo, Orione e Ulisse da usarsi nel multiplayer.

## Accoglienza
Questo capitolo, a differenza dei precedenti è stato accolto in maniera più tiepida. Sul sito di recensioni Metacritic, God of War: Ascension ottiene un 80/100. Molti recensori hanno lodato le ambientazioni e il sistema di combattimento, tuttavia è stata criticata la trama, definita come non all'altezza delle precedenti iterazioni, e le Furie, considerate dei boss non all'altezza di quelli dei capitoli della serie. Anche il sistema multiplayer non è stato esente da critiche; sebbene il gameplay sia stato integrato bene, le critiche si sono concentrate sul bilanciamento e sulla profondità dei combattimenti.
| Testata                            | Giudizio |
| ---------------------------------- | -------- |
| GameRankings (media al 30-01-2020) | 79.34%   |
| Metacritic (media al 30-01-2020)   | 80/100   |
| Destructoid                        | 9/10     |
| Edge                               | 7/10     |
| Eurogamer                          | 9/10     |
| GameSpot                           | 8.0/10   |
| GamesRadar+                        | 3,5/5    |
| Gamesurf.it                        | 9/10     |
| GameTrailers                       | 8.3/10   |
| IGN                                | 7.8/10   |
| Joystiq                            | 3,5/5    |
| Multiplayer.it                     | 9.3/10   |
| Official PlayStation Magazine      | 8/10     |
| Respawn.it                         | 9/10     |
| SpazioGames.it                     | 8.5/10   |